# لوك بورغس
لوك بورغس (بالإنجليزية: Luke Burgess)‏ هو لاعب اتحاد الرغبي أسترالي، ولد في 20 أغسطس 1984 في نيوكاسل في أستراليا.

## وصلات خارجية
- لوك بورغس على موقع سلسلة سباعيات الرغبي العالمية - رجال (الإنجليزية)
- لوك بورغس عل موقع إسبنسكروم (الإنجليزية)
- لوك بورغس على موقع ItsRugby.co.uk (الإنجليزية)